# Миколай Рей
Мико̀лай Рей (на полски: Mikołaj Rej) (1505–1569) е полски писател, поет и политик, един от първите представители на полската ренесансова литература. Наричан е баща на полската литература, тъй като първи създава авторска поезия на полски език и защитава неговото достойнство. В 1531 г. Рей се заселва в Хелмска околия и често пребивавал в двора на хетман Миколай Шенявски, един от видните защитници на протестантизма в Полша. Около 1541 г. приема протестантството и до края на живота си се отличава с остра критика срещу папството. Между 1543 и 1564 г. е избиран неколкократно за депутат в Сейма. Рей е сред основоположниците на литературата с политическа насоченост в Полша. В произведенията си засяга политически, социални, религиозни и морални теми. Светогледа си на ренесансов творец изразява в трактата Животът на достойния човек.
Биографичните сведения разкриват Миколай Рей като свадлив, самодоволен и заможен шляхтич (в края на живота си притежавал над десет села и два града). За разлика от Ян Кохановски, който символизира талант и висока ерудиция, фигурата на Рей се свързва със защита на родния език и прослава на умерения живот, със самодоволство и наставнически тон, както и с тромав, труднодостъпен за съвременните читатели език.

## Творчество
В средата на XVI век, когато латинският език доминира в науката и поезията, Рей пръв съзнателно и последователно твори на полски език. В крилата фраза се превръща сентенцията и нека вси народи знаят по чужбина: / не гъски са поляците – свой език имат от стихотворението Към тоя, който чете (Do tego, kto czytał, 1562: A niechaj narodowie wżdy postronni znają, iż Polacy nie gęsi, iż swój język mają.).
Рей дебютира в поезията с диалога Кратък разговор между трима души – пана, кмета и енорийския свещеник, издаден под псевдонима Амброжи Корчбок Рожек през 1543. Творбата бележи началото на същинския Ренесанс в Полша и представлява спор между представителите на главните съсловия в държавата. Във финалния монолог Жечпосполита изразява моралната рамка на конфликта – предупреждение за пагубните последствия, ако всеки в държавата пренебрегне братството и междусъсловната солидарност.
След Кратък разговор Рей разгръща разнородно в жанрово отношение творчество – драматизирани диалози, прозаична парафраза на Псалтира (1546), сборник с проповеди Постила (1557, с още 4 издания до края на XVI в.), коментар към Апокалипсиса (1565).
Най-ярките литературни творби на Миколай Рей са:
- Действителен образ на живота на достойния човек (Wizerunk własny żywota człowieka poczciwego, 1558) – дълга поема, налагаща ценностите на хуманизма. Творбата е преработка на латинската поема Зодиакът на живота, дело на Пиер Анжело Манцоли де ла Стелата (1531) и се отличава със силна полонизация на съдържанието. Рей премахва мотива за зодиака и вместо фигурата на Поета въвежда образа на Младежа, търсещ правдата по широкия свят.[2]
- Менажерия (Źwierzyniec, 1562) – сборник от няколкостотин осемстишни епиграми. В следващото издание към него се добавя и цикълът Шегички).
- Огледало (Źwierciadło, 1568) – сборник от седем части с различни истории, мъдрости, поучения в стих и проза, адресирани към събрата шляхтич. Най-обширна част от Огледало съставлява трактатът Животът на достойния човек (Żywot człowieka poczciwego) – наставления в три книги, изграждащи образцовия портрет на полския шляхтич. Като отделна част в сборника Огледало е поместена и биографията Животът и делата на достойния полски шляхтич Миколай Рей от Нагловице (Żywot i sprawy poćciwego szlachcica polskiego Mikołaja Reja z Nagłowic). Тя е подписана от Анджей Тшечески, но днес съществува спор за действителното авторство на текста.

В България творчеството на Миколай Рей се разглежда обстойно за първи път от Боян Биолчев. Фрагменти от най-значимите му произведения са преведени от Камен Рикев (Кратък разговор, Действителен образ на живота на достойния човек, Менажерия, Животът на достойния човек).

## Главни произведения
- Krótka rozprawa między trzema osobami: Panem, Wójtem i Plebanem (Кратък разговор между трима души – пана, кмета и енорийския свещеник, 1543), поетически диалог.
- Żywot Józefa (Животът на Йосиф, 1545), драма, интерпретация на живота на библейския Иосиф.
- Psałterz Dawidów (Давидов Псалтир, 1546), прозаическа парафраза на Псалтира.
- Kupiec (Търговецът, 1549), драма, в която се налага лутеранското разбиране за спасение единствено чрез вяра и Божията милост.
- Zwierzyniec (Менажерия, в която различни съсловия, люде, животни и птици, образи, случаи и обичаи са действително описани, 1562).
- Zwierciadło (Огледало, сиреч форма, в която всяко съсловие може лесно своите дела да види като в огледало), 1567/68, сборник от различни произведения.